# LDLRAD4
LDLRAD4 (англ. Low density lipoprotein receptor class A domain containing 4) – білок, який кодується однойменним геном, розташованим у людей на короткому плечі 18-ї хромосоми. Довжина поліпептидного ланцюга білка становить 306 амінокислот, а молекулярна маса — 33 900.
| 10         |  | 20         |  | 30         |  | 40         |  | 50         |
| ---------- |  | ---------- |  | ---------- |  | ---------- |  | ---------- |
| MPEAGFQATN |  | AFTECKFTCT |  | SGKCLYLGSL |  | VCNQQNDCGD |  | NSDEENCLLV |
| TEHPPPGIFN |  | SELEFAQIII |  | IVVVVTVMVV |  | VIVCLLNHYK |  | VSTRSFINRP |
| NQSRRREDGL |  | PQEGCLWPSD |  | SAAPRLGASE |  | IMHAPRSRDR |  | FTAPSFIQRD |
| RFSRFQPTYP |  | YVQHEIDLPP |  | TISLSDGEEP |  | PPYQGPCTLQ |  | LRDPEQQMEL |
| NRESVRAPPN |  | RTIFDSDLID |  | IAMYSGGPCP |  | PSSNSGISAS |  | TCSSNGRMEG |
| PPPTYSEVMG |  | HHPGASFLHH |  | QRSNAHRGSR |  | LQFQQNNAES |  | TIVPIKGKDR |
| KPGNLV     |  |            |  |            |  |            |  |            |

A: Аланін

C: Цистеїн

D: Аспарагінова кислота

E: Глутамінова кислота

F: Фенілаланін

G: Гліцин

H: Гістидин

I: Ізолейцин

K: Лізин

L: Лейцин

M: Метіонін

N: Аспарагін

P: Пролін

Q: Глутамін

R: Аргінін

S: Серин

T: Треонін

V: Валін

W: Триптофан

Кодований геном білок за функцією належить до інгібіторів передачі внутрішньоклітинних сигналів. 
Задіяний у такому біологічному процесі, як альтернативний сплайсинг. 
Локалізований у мембрані, ендосомах.